# Arvicanthis neumanni
Arvicanthis neumanni е вид гризач от семейство Мишкови (Muridae). Видът не е застрашен от изчезване.

## Разпространение
Разпространен е в Етиопия, Сомалия и Танзания.